# Kreivės / Вільнюський Квір-Фестиваль

## Kreivės /ВільнюськийКвір-Фестиваль
Вільнюський Квір-Фестиваль Kreivės - це культурна та соціальна ініціатива, яка розпочалась у 2014 році. Це не перший і не єдиний квір-фестиваль у Литві.
Термін "Kreivės" з литовської мови означає "Криві".
Фестиваль відкритий для художніх, документальних та короткометражних фільмів, присвячених тематиці "Лесбійки", "Геї", "Бісексуали", "Транссексуали", "Квір", "Інтерсекс" тощо. Тим не менше, співпрацюючи з нинішніми іншими квір-ініціативами, фестиваль прагне бути унікальним простором для фільмів, подій та громадської активності. Робочі мови фестивалю - литовська та англійська. Роботи, прийняті на екран фестивалю, класифікуються в конкурсних та позаконкурсних категоріях за власним розсудом команди Kreivės. Фестиваль залишає за собою право визначити остаточну відповідність будь-якої поданої роботи.
Фестиваль проходить у маленькому кінотеатрі Вільнюса та в різних місцях міста, заходи Kreivės залучають щорічно по кілька тисяч відвідувачів. Вхід на фестивальні фільми і події відбувається на основі пожертвувань.
Фестиваль організований некомерційною установою In Corpore у співпраці з іншими організаціями та окремими активістами та художниками. 
Офіційний вебсайт: http://festivaliskreives.lt/ [Архівовано 12 червня 2018 у Wayback Machine.]
- Переможці та відзначені стрічки:

2017
Кращий короткометражний фільм: Beautiful figure (Szép alak)
Реальна розповідь про невичерпне бажання та захоплення, де чітко виражені та прекрасно драматизовані почуття.
Спеціальна відзнака журі: Mr. Sugar daddy
Бездоганний перформанс Бенгта К.В. Карлсона, який чудово зіграв життєво-витончений та складний шлях до деяких суттєвих питань про секс, любов і старіння.
Вибір глядачів: Cas
У комедійній драмі "Кас", постійні семирічні відносини двох чоловіків ставляться під питання після того, як вони дозволяють молодому студенту Касу спати на своєму дивані, поки він не знайде своє місце. 